# Doc Martin
A Doc Martin 2004-ben indult és 2022-ben véget ért angol televíziós vígjáték sorozat, melynek kitalálója Dominic Minghella, főszereplője Martin Clunes. Magyarországon elsőként a Hallmark csatorna mutatta be eddig az első három évadot. Összesen 78 epizód készült és egy extra, karácsonyi tévéfilm, amely 2006. december 25-én került adásba. Magyarországon a Hallmarkon volt látható. A negyedik szezont már nem sugározta a Hallmark, onnantól a magyar nézők a Duna Televízióban láthatták az évadot.
A kilencedik évadot 2019 márciusában kezdték el forgatni.

## A történet
Dr. Martin Ellingham sikeres londoni sebész, akire hirtelen vériszony (hemofóbia) tör és ezért egy csendes kis tengerparti angol falu, Portwenn körzeti orvosa lesz. Bár nagyszerű orvos, kiváló diagnoszta, képtelen a hagyományos beteg-orvos kapcsolat és bármely emberi kapcsolat kialakítására. Új betegei hamarosan kifogásolni kezdik visszás viselkedését, ami kíméletlen őszinteségében és nyers modorában nyilvánul meg.
Doc Martin rendezetlen állapotokat talál a faluban, az orvosi műszerállomány visszamaradott, a betegek nyilvántartása kész káosz. Ráadásul megörökli a világ legtehetségtelenebb asszisztensét, Elaine Denhamet. A faluközösség egyetértésben utálja az új orvost. Doc Martin rájön, hogy minden lehetséges szövetségesre szüksége van ahhoz, hogy a faluban boldoguljon. E küzdelem fölöttébb szórakoztató következményekkel jár.

## Szereposztás
| Szerep                                                   | Színész             | Magyar hang                               | részek |
| -------------------------------------------------------- | ------------------- | ----------------------------------------- | ------ |
| Dr. Martin Ellingham (Doc Martin)                        | Martin Clunes       | Kőszegi Ákos                              | 79     |
| Louisa Glasson, Dr. Martin későbbi felesége              | Caroline Catz       | Németh Kriszta                            | 79     |
| Joan Norton, Doc Martin nagynénje                        | Stephanie Cole      | Bókai Mária                               | 27     |
| Bert Large, Al Large apja                                | Ian McNeice         | Besenczi Árpád                            | 79     |
| Al Large, Bert Large fia                                 | Joe Absolom         | Breyer Zoltán Szokol Péter (4. évadtól)   | 33     |
| Mark Mylow, rendőr                                       | Stewart Wright      | Gyurity István                            | 14     |
| Elaine Denham, Doc Martin recepciósa                     | Lucy Punch          | Mezei Kitty                               | 6      |
| Sally Tishell, gyógyszerész                              | Selina Cadell       | Sz. Nagy Ildikó                           | 38     |
| Pauline Lamb, Doc Martin recepciósa és Al barátnője      | Katherine Parkinson | Kiss Virág                                | 24     |
| Joe Penhale, rendőr                                      | John Marquez        | Juhász György Forgács Péter (10. évadban) | 41     |
| Dr Ruth Ellingham, Doc Martin másik nagynénje            | Eileen Atkins       | Tóth Judit Igó Éva (10. évadban)          | 24     |
| Morwenna Newcross, Doc Martin recepciósa és Al barátnője | Jessica Ransom      | Csuha Bori                                | 24     |
| Danny Steel                                              | Tristan Sturrock    | Csík Csaba Krisztián                      | 7      |
| Dr Edith Montgomery                                      | Lia Williams        | Bertalan Ágnes                            | 7      |
| Jennifer Cardew                                          | Annabelle Apsion    | Szórádi Erika                             | 8      |
| Dr Rachel Timoney                                        | Emily Bevan         | Mezei Kitty                               | 8      |
| Janice                                                   | Robyn Addison       | Mohácsi Nóra                              | 12     |